# Am Limit (2023)
Am Limit (Originaltitel: État limite, franz. für „Grenzsituation“, internationaler englischsprachiger Titel On the Edge oder auch Borderline) ist ein Dokumentarfilm von Nicolas Peduzzi. Er begleitet einen jungen Psychiater namens Jamal durch seinen Alltag im Beaujon-Krankenhaus in Clichy und zeigt, mit welchen begrenzten zur Verfügung stehenden Mitteln die Ärzte und Pflegekräfte dort versuchen, den Bedürfnissen ihrer Patienten gerecht zu werden. Die Premiere des Films erfolgte im März 2023 beim Dokumentarfilmfestival CPH:DOX, der Kinostart in Frankreich am 1. Mai 2024.

## Inhalt

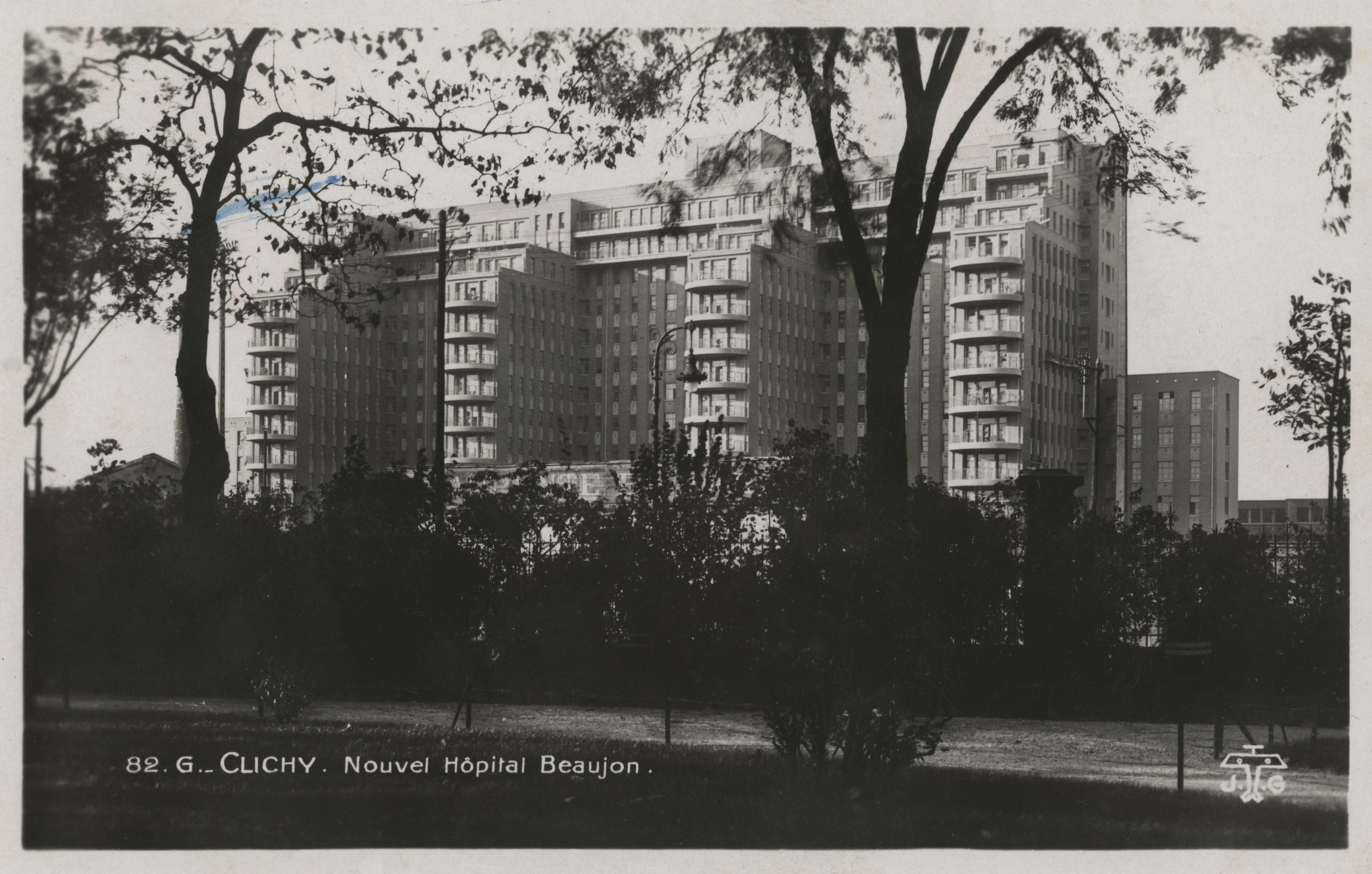
Der Film spielt im Hôpital Beaujon in Clichy

Der Film zeigt den Alltag im öffentlichen Krankenhaus Beaujon in Clichy nordwestlich von Paris. Der 34-jährige Jamal, der Sohn syrischer Einwanderer, ist zurzeit der einzige Psychiater. Von den Patienten, die in dem Krankenhaus eingeliefert werden, sind einige gewalttätig oder selbstgefährlich und müssen ruhiggestellt werden, wie ein Mann, der sich in Polizeigewahrsam mit seinen eigenen Kopfhörern zu erwürgen versuchte. Andere sind seelisch angeschlagen, wie eine Niederländerin, die aus Angst vor ihren Eltern nicht nach Maastricht zurückkehren will. Viele haben Selbstmordversuche unternommen, darunter auch die Drogenabhängige Aliénor, die den Sprung von einer Brücke vor einen Zug überlebte, dabei aber ihre Beine und einen Unterarm verloren hat. Jamal schenkt jedem Patienten Aufmerksamkeit und versucht, ihnen Respekt entgegenzubringen. Manchmal muss er jedoch auch Entscheidungen treffen, die große Auswirkungen auf das Leben seiner Patienten haben.

## Produktion
Regie führte Nicolas Peduzzi. Es handelt sich bei Am Limit nach Southern Belle von 2017 und Ghost Song von 2021 um seinen dritten Dokumentarfilm. Der französische Schauspieler und Regisseur wurde 1982 in Paris geboren und studierte Theater und Film in New York, was zu einem Engagement bei einem Off-Broadway-Stück unter der Regie von Susan Batson führte. Anschließend drehte Peduzzi mehrere Kurzfilme und Musikvideos.
Am Limit wurde von Gogogo Films aus Frankreich produziert.
Die Filmmusik komponierte Gaël Rakotondrabe. Das Soundtrack-Album wurde im Frühjahr 2024 von District 6 Music als Download veröffentlicht.
Die Premiere erfolgte am 17. März 2023 beim Dokumentarfilmfestival CPH:DOX, wo Nicolas Peduzzi eine lobende Erwähnung erhielt. Im Mai 2023 wurde der Film bei den Filmfestspielen in Cannes in der ACID-Sektion vorgestellt und Ende Juni 2023 beim Champs-Elysées Film Festival. Ende September, Anfang Oktober 2023 wurde er beim Zurich Film Festival gezeigt. Im Februar 2024 wurde er beim Santa Barbara International Film Festival vorgestellt. Am 1. Mai 2024 kam der Film in die französischen Kinos. Anfang Mai 2024 wurde der Film auch bei Crossing Europe gezeigt.

## Auszeichnungen
Bordeaux International Independent Film Festival 2023
- Nominierung im Contrebande Competition[11]

CPH:DOX 2023
- Lobende Erwähnung (Nicolas Peduzzi)[12]

Crossing Europe 2024
- Nominierung im Competition Documentary[13]

Festival International Music & Cinema Marseille 2024
- Nominierung für den Grand Prix  – „Beste Filmmusik“ (Gaël Rakotondrabe)[14]

Internationales Filmfestival von Stockholm 2023
- Nominierung im Dokumentarfilmwettbewerb[15]

Zurich Film Festival 2023
- Nominierung im Dokumentarfilm-Wettbewerb[9]